# MAMMA MIA (노래)
《MAMMA MIA》 SF9의 네 번째 미니앨범 ‘MAMMA MIA!’의 타이틀곡 ‘MAMMA MIA’는 사랑을 반드시 쟁취하고야 말겠다는 풋풋한 소년들의 자신감과 의지를 보여주는 곡이다. 톡톡 튀는 기타 리프로 시작되는 ‘MAMMA MIA’는 리듬감 있는 풍성한 드럼 사운드에 한 편의 영화를 보는 듯한 느낌의 복고풍 사운드가 절묘하게 어우러진 신나는 레트로 뮤직으로, AOA, 소녀시대, 구구단 등의 명곡을 뽑아내는 프로듀서 Erik Lidbom과 김창락의 공동 작품이다.
곡명 ‘맘마 미아(MAMMA MIA)’는 이탈리아어로, 굉장히 놀라울 때 내뱉는 감탄사를 뜻한다. 후렴구에서 느낄 수 있는 가사 ‘올레(OLLEH)’는 스페인에서 기쁨과 격려의 의미로 사용하는 감탄사로, 이 두 단어가 만나 'OLLEH, MAMMA MIA!'라는 신선하고 재미있는 가사가 탄생하게 되었다. 매력적이고 사랑스러운 한 여자에게 바치는 아홉 남자들의 새로운 이야기 ‘MAMMA MIA’는 중독성있는 후렴구 가사와 멜로디가 어우러져 남녀노소 한 번만 들어도 쉽게 즐길 수 있는 노래다.